# KG Mobility

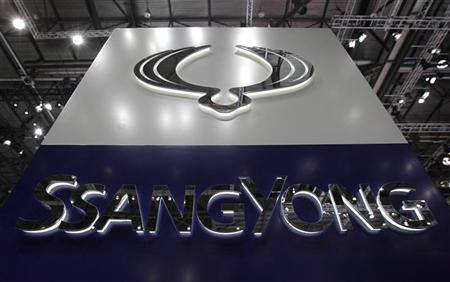
Placa com o logo da marca

KG Mobility (anteriormente SsangYong Motor Company (hangul: 쌍용자동차)) é uma fabricante sul-coreana de automóveis, sendo a quarta maior montadora da Coreia do Sul. Seu antigo nome significava Dragões Gêmeos. Foi fundada em 1954.
Em 1997, a Daewoo Motors comprou o controle da companhia, o qual foi vendido em 2000, em virtude de problemas financeiros. No final de 2004, a chinesa SAIC (Shanghai Automotive Industry Corporation) comprou 51% de participação. Uma participação de 70% da SsangYong foi adquirida pela Mahindra & Mahindra em fevereiro de 2011 depois de ser nomeada a licitante preferencial em 2010 para adquirir a empresa protegida contra falência. A aquisição da Mahindra foi aprovada pela Comissão de Livre Comércio da Coreia do Sul. Em janeiro de 2019, a Mahindra & Mahindra detinha uma participação de 74,65% na empresa.
Em outubro de 2021, foi declarada a falência da fabricante, após estar sob ação judicial desde abril de 2021.
Em 2022, a empresa foi adquirida pelo Grupo KG e adotou o nome atual em março de 2023.
O foco principal da empresa são veículos utilitários esportivos (SUVs) e SUVs crossover e está se preparando para a transição para carros elétricos .

## Modelos

### Passeio
- Actyon
- Actyon Sports
- Chairman
- Istana
- Korando
- Kyron
- Musso
- Musso Sports
- Rexton
- Rodius/Stavic
- XLV
- Tivoli

### Comerciais
- SY Truck
- Transstar

### Conceituais
- WZ

- 2019 SsangYong Korando
- 2018 SsangYong Tivoli 4WD
- 2014 SsangYong Actyon
- SsangYong Chairman W
- 2007 SsangYong Kyron